# Dicamptus townesi
Dicamptus townesi är en stekelart som beskrevs av Delobel 1976. Dicamptus townesi ingår i släktet Dicamptus och familjen brokparasitsteklar. Inga underarter finns listade i Catalogue of Life.